# Diocèse de Ravello

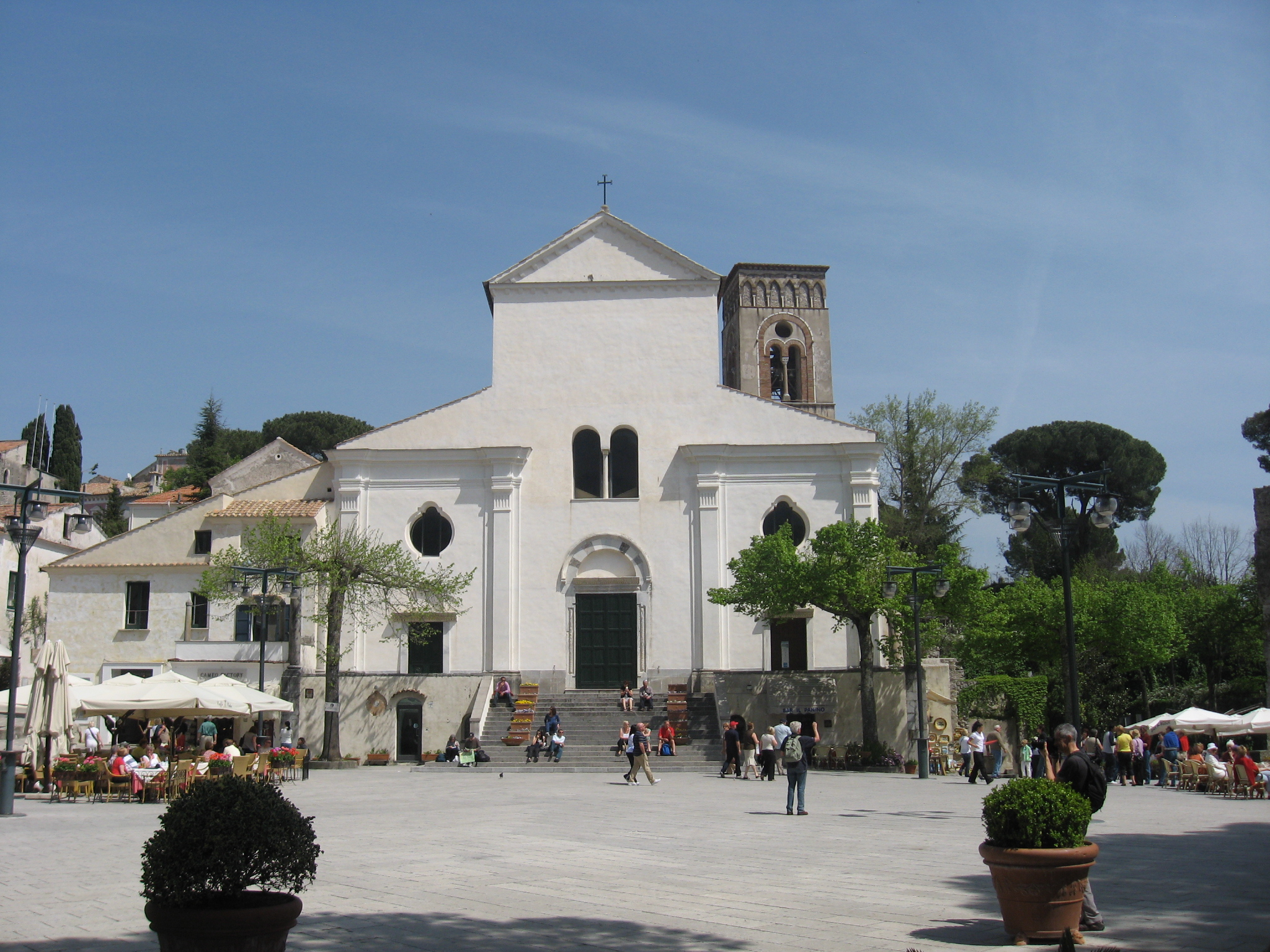
Cathédrale de Ravello

Le diocèse de Ravello est un diocèse italien  en  Campanie avec siège à Ravello. Le diocèse est fondé en 1086 par le pape Victor III, uni avec le diocèse de Scala en 1603 et supprimé en 1818. À partir Ravello (ou Rebellum en latin) est un diocèse titulaire.

## Évêques de Ravello
- Orso Papice, O.S.B. † (1086- 1094)
- Costantino Rogadeo † (1094 - 1150)
- Giovanni Ruf(f)olo † (1150 - 1209)
- Pantaleone Pironti † (1210 ou 1212 - 1220)
- Leone Rogadeo † (1220 - 1229)
- Pietro di Durazzo, O.S.B. † (1275 - 1284)
- Tolomeo, O.E.S.A. † (1286 - 1290)
- Giovanni Allegri † (1291 -1330 ou 1322 ou 1332)
- Francesco Castaldo, O.S.B. † (1321 ou 1332 ou 1333 - 1362)
- Sergio Grisone † (1363 - 1379)
- Roberto Ruffo, O.S.B. † (v. 1379 - v. 1385)
- Borardo Hoxter (de Hoxaria), O.E.S.A. † (1385 - 1397)
- Andrea Fusco † (1397 - 1400)
- Pellegrino Rufolo † (1400 - 1401)
- Ludovico Appenditano † (1401 - 1407)
- Nicola de Doncellis † (1409 - 1413)
- Astorgio Agnese † (1413- 1418)
- Martino de Groniano (ou di Gragnano) † (1418 - 1418)
- Benedetto de Paradosso † (1418 - 1427)
- Costantino Rogadeo † (1094 - 1150)
- Giovanni Ruf(f)olo † (1150 - 1209)
- Pantaleone Pironti † (1210 ou 1212 - 1220)
- Leone Rogadeo † (1220 - 1229)
- Pietro di Durazzo, O.S.B. † (1275 - 1284)
- Tolomeo, O.E.S.A. † (1286 - 1290)
- Giovanni AlleGR (1291 -  1330 ou 1322 ou 1332)
- Francesco Castaldo, O.S.B. † (1321 ou 1332 ou 1333 -1362)
- Sergio Grisone † (1363 - 1379)
- Roberto Ruffo, O.S.B. † (v.  1379 - v. 1385)
- Borardo Hoxter (de Hoxaria), O.E.S.A. † (1385 - 1397)
- Andrea Fusco † (1397 - 1400)
- Pellegrino Rufolo † (1400 - 1401)
- Ludovico Appenditano † (1401 - 1407)
- Nicola de Doncellis † (1409 - 1413)
- Astorgio Agnese † (1413 - 1418)
- Martino de Groniano (ou di Gragnano) † (1418 - 1418)
- Benedetto de Paradosso † (1418 - v. 1427)
- Fra Giovanni † (1427 ou 1429 - v. 1429)
- Goffredo de Porteriis (ou de Porcariis) † (1430 - ?)
- Lorenzo da Napoli, O.F.M. † (?)
- Lorenzo de Ricco † (1435 ou 1436 ou 1439 - 1455)
- Nicola Campanile † (1455 - 1456)
- Domenico Mercari (ou Mercurio), O.P. † (1456 - 1489)
- Cosma Setario † (1489 -  1506)
- Francesco Lavello, O.Cart.  † (1506 - 1507)
- Nicola N. † (? - 1509)
- Godescalco de la Patara † (1509 - 1528)
- Sereno Astori (de Astoriis),  C.R.S.A. † (1528 - 1528)
- Bernardino di Soria, O.F.M. † (1529 - 1536)
- Cardo Francesco Quignone † (1536 - 1537) (administrateur apostolique)
- Antonio Lunello † (1537 -  1541)
- Giovanni Mo(he)dano † (1541 - 1549)
- Ludovico Beccadelli † (1549 -  1555)
- Ercole Tambosi (ou Tombesio ou Combesio), O.S.B. † (1555 - 1570)
- Paolo Fusco † (1570 -1578)
- Emilio Scataratica † (1578 -  1590)
- Paolo de Curtis, C.R. † (1591 - 1600)
- Antonio de Franchis, C.R. † (1600 - 1603)

## Évêques de Ravello-Scala
- Francesco Bennio, O.S.M. † (1603 - 1617)
- Michele Bonsio, O.F.M. † (1617 - 1623)
- Onofrio Del Verme † (1624 - 1637)
- Celestino Puccitelli, B. † (1637 - 1641)
- Bernardino Pan(n)icola † (1642 - 1666)
- Giuseppe Saggese † (1667 - 1694)
- Luigi Capuano (ou Ludovico de Capoue) † (1694 - 1705)
- Nicolò Rocco † (1706 - 1707)
- Giuseppe Maria Per(r)imezzi, O.M. † (1707 - 1714)
- Nicola Guerriero † (1718 - 1732)
- Antonio Maria Santoro, O.M. † 5 1732 - 1741)
- Biagio Chiarelli † (1742 - 1765)
- Michele Taf(f)uri † (1765 - 1778)
- Nicola Molinari, O.F.M.Cap. † (1778 - 1783)
- Silvestro Miccù, O.F.M. † (1792-1804)

## Évêques et archevêques titulaires de Ravello
- Luigi Dardani (it) † (1969-1974)
- Giacomo Barabino (it) (1974-1988)
- Giovanni Marra (it) (1989-1997)
- Hans Schwemmer (en) † (1997-2001), nonce apostolique en Papouasie-Nouvelle-Guinée (en) et aux Îles Salomon (en)
- Claudio Gugerotti (2001-2023), nonce apostolique en Géorgie (en), en Arménie (en), en Azerbaïdjan (en), en Biélorussie (en), en Ukraine (en) puis en nonce apostolique en Grande-Bretagne
- Vincenzo Turturro (en) (depuis 2023), nonce apostolique au Paraguay (en)